# Румянцев, Станислав Степанович
Станислав Степанович Румянцев (род. 6 мая 1940, посёлок Чакино, Тамбовская область) — советский военачальник. Командующий войсками 5-й гвардейской танковой армии. Генерал-лейтенант. Почётный гражданин Бобруйска.

## Биография
Родился 5 мая 1940 года в посёлке Чакино Ржаксинского района Тамбовской области, в семье военнослужащего. Отец был строителем, мать — учительницей. Отец воевал на финской войне, в 1941-м году участвовал в обороне Москвы, дошёл до Берлина. В 1948 году, семья переехала в Белгород. Учился в средней школе № 2 города Белгорода.
В 1958 году окончил 10 классов средней школы и добровольно поступил в Московское высшее общевойсковое командное училище, которое окончил в 1962 году с отличием.

### Образование
- 1958—1962 годы Московское высшее общевойсковое командное училище по специальности — командной общевойсковой, присвоена квалификация офицера с высшим общим и средним военным образованием. Диплом с отличием.
- 1971—1974 годы Военную академию им. М. В. Фрунзе по специальности — командно-штабная, оперативно-тактическая общевойсковая, присвоена квалификация офицера с высшим военным образованием[2].
- 1984—1986 — учёба в Военной академии Генерального штаба Вооружённых сил СССР им. К. Е. Ворошилова с дипломом по специальности командно-штабная оперативно-стратегическая.

### На воинской службе
Военную службу в Вооружённых Силах СССР проходил с 1958 по 1992 год на командных и штабных должностях:
- 1958—1962. Рядовой, курсант, МВОКУ, Московский военный округ. (Москва).
- 1962—1967 командир мотострелкового взвода ГСВГ ГДР.
- 1967—1969 командир мотострелковой роты, Старший лейтенант, 2-я гвардейская Таманская мотострелковая дивизия, Московский военный округ.
- 1969 — 1971 начальник штаба батальона, Капитан, 2-я гвардейская Таманская мотострелковая дивизия.
- 30.08.1971 — 26.06.1974. Майор. Слушатель основного факультета военной академии им. М. В. Фрунзе. МВО. (Москва, СССР)[2].
- 1974—1975 Начальник штаба 382-го гвардейского мотострелкового полка 122-й гвардейской Волгоградско-Киевской ордена Ленина Краснознамённой орденов Суворова и Кутузова мотострелковой дивизии. Майор, Даурия ЗабВО.
- 1975 (6 месяцев) — Командир полка 150-й дивизии. Подполковник, город Борзя.
- 1976—1978 Командир 382-го гвардейского мотострелкового Порт-Артурского Краснознамённого, орденов Кутузова и Богдана Хмельницкого полка 122-й гвардейской мотострелковой дивизии. Подполковник, Даурия[2].
- 1978—1979 заместитель командира мотострелковой дивизии Улан-Удэ.

### На высших должностях
- 1979—1980 командир мотострелковой дивизии второго штата в Улан-Удэ, Подполковник.
- с конца 1980 —1982 командир вновь сформированной дивизии. Гусиноозерск, Бурятия, Подполковник.
- 1982 — 1984 командир 91-й дивизии 39-й армии в пустыне Гоби. Полковник. В февраль 1984 получил звание Генерала-майора.
- 1984—1986 — учёба в Военной академии Генерального штаба Вооружённых сил СССР им. К. Е. Ворошилова с дипломом по специальности командно-штабная оперативно-стратегическая.
- 1986 — 01.03.1989 заместитель командующего войсками 20-й общевойсковой армии ГСВГ ГДР.
- 01.03.1989 — 04.05.1991 Командующий войсками 2-й гвардейской танковой армии, Генерал-лейтенант. Фюрстенберг (Хафель) , ГСВГ.
- 1991 — 1992 командующий 5-й гвардейской-танковой армии. Бобруйск, Генерал-лейтенант.
- в 1992 году уволен в запас.

### В отставке
Живёт в городе Бобруйск, Белоруссия.
Трудился на кожевенном комбинате начальником цеха, производивший мебель из кож. Окончил бухгалтерскую школу. Три года был начальником мебельного производства, затем до 2000 года — инженером отдела снабжения ОАО «Бобруйский кожевенный комбинат». Уволился, занимался общественной работой — до 2011 года возглавлял областное отделение Белорусского Союза офицеров. Продолжает заниматься военно-патриотической работой с призывниками и молодежью.
6 мая 2020 года награждён медалью «75 лет Победы в Великой Отечественной войне 1941—1945 годов» за активное участие в патриотическом воспитании граждан и решении социально-экономических проблем ветеранов Великой Отечественной войны 1941—1945 гг.

## Семья
- Отец — Степан, участник Советско-финляндской и Великой отечественной войн, строитель.
- Мать — Антонина Леонтьевна, учительница.
- Жена — Альдона Станиславовна.
- 2 Сына — Олег и Константин.
- Дочь — Алёна.
- Четыре внука.

## Знаки отличия
- Орден «За службу Родине в Вооружённых Силах СССР» 3-й степени
- Медаль За боевые заслуги
- Медаль «В ознаменование 100-летия со дня рождения Владимира Ильича Ленина»
- Юбилейная медаль «Двадцать лет Победы в Великой Отечественной войне 1941—1945 гг.»
- Юбилейная медаль «50 Победы в Великой Отечественной войне 1941—1945 гг.»
- Юбилейная медаль «60 лет Победы в Великой Отечественной войне 1941—1945 гг.»
- Юбилейная медаль «65 лет Победы в Великой Отечественной войне 1941—1945 гг.»
- Юбилейная медаль «70 лет Победы в Великой Отечественной войне 1941—1945 гг.»
- Юбилейная медаль «70 лет Победы в Великой Отечественной войне 1941—1945 гг.»
- Медаль «Ветеран Вооружённых Сил СССР»
- Юбилейная медаль «50 лет Вооружённых Сил СССР»
- Юбилейная медаль «60 лет Вооружённых Сил СССР»[6]
- Юбилейная медаль «70 лет Вооружённых Сил СССР» (1988)
- Медаль «За безупречную службу» I степени
- Медаль «За безупречную службу» II степени
- Медаль «За безупречную службу» III степени
- Знак ЦК ВЛКСМ «За воинскую доблесть»
- Иностранные награды.
- Медаль «Братство по оружию» в серебре.

и др.